# Lasiodiscus rozeirae
Lasiodiscus rozeirae és un arbre petit de la família de les ramnàcies. Va ser descrit per primera vegada el 1958 per Arthur Wallis Exell després d'un exemplar recollit pel botànic portuguès Arnaldo Rozeira de l'illa de São Tomé al golf de Guinea. L'espècie no s'ha trobat des que es va recollir l'any 1954. No se sap si encara hi ha una població existent.